# EML Suurop
Az EML Suurop (ex. Rymättylä) az Észt Haditengerészet finn gyártmányú, R osztályú tengeri őrhajója volt 2005-ig. 1956–1999 között a Finn Haditengerészet állományába tartozott. Az Észt Haditengerészetnél P421 hadrendi jelzéssel használták. Napjainkban múzeumhajó az Észt Tengerészeti Múzeum Hidroplánkikötő kiállítóhelyén.

## Története
Az alumínium testű hajót 1956-ban építette a finn Rauma-Repola hajógyár az R osztály első egységeként. 1957. május 20-án állították szolgálatba a Finn Haditengerészetnél 51-es hadrendi jelzéssel és Rymättylä néven. Finnországban 1999-ben vonták ki, majd testvérhajójával, a Rihtniemivel együtt Észtországba került.